# Парк, Даниел
Даниел Парк Младший (англ. Daniel Parke Jr.; 1664 — 7 декабря 1710) — американский военный офицер, плантатор, политик и колониальный администратор. Занимал пост губернатора Британских Подветренных островов с 1706 по 1710 год.

## Биография
Даниел Парк родился в 1664 году в английской колонии Виргиния в семье англичанина Даниела Парка Старшего и Ребекки Найп, которая приходилась двоюродной сестрой писателю Джону Ивлину. Вероятно, он родился в Куинс-Крике, округ Йорк, на плантации своего отца.
В детстве родители отправили Парка учиться в Англию, где он жил под присмотром семьи своей матери в Уоттон-Хаусе, графство Суррей. В 1674 году Парка отправили обратно в Виргинию. В 1685 году он женился на Джейн Ладвелл, дочери плантатора Филиппа Ладвелла. Пять лет спустя Парк поехал в Англию с Филиппом, чтобы пожаловаться на поведение губернатора Виргинии Натаниэля Бэкона английским чиновникам.
Пробыв в Англии два года, Парк снова вернулся в Виргинию в 1692 году. Впоследствии Парк решил начать политическую карьеру, и год спустя был избран в Палату бюргеров. В 1695 году Парке был назначен членом Совета губернатора Виргинии. В 1701 году он переехал в Англию.

### Военная карьера
В 1702 году англичане присоединились к войне за испанское наследство на стороне Аугсбургской лиги и объявили войну Королевству Франция. Впоследствии Парк присоединился к английской армии в качестве адъютанта генерала Джона Черчилля, 1-го герцога Мальборо. Когда Черчилль был отправлен в Континентальную Европу, чтобы принять командование английскими, голландскими и немецкими вспомогательными силами, Парк сопровождал его.
Во время военной службы Парка на войне за испанское наследство он постоянно заявлял, что имеет звание полковника и так же указан в английских записях. Однако британский военный историк Джеймс Фолкнер отмечает, что ни в каких списках и реестрах комиссий английской армии нет упоминаний о какой-либо комиссии, которую возглавлял Парк. Фолкнер утверждал, что, вероятно, Парк получил звание полковника в милиции Виргинии.
2 июля 1704 года Парк сражался в битве при Шелленберге. Во время битвы он участвовал в штурме холма у Донаувёрта, будучи ранен в обе лодыжки. 13 августа того же года  он вместе с Черчиллем участвовал во втором Гохштедтском сражении. После сражения Черчилль написал депешу с описанием своей победы, в которой, в частности, говорилось: «Я ... умоляю вас выполнить мой долг перед королевой и сообщить ей, что её армия одержала славную победу» и поручил Парку доставить её королеве Анне в Лондон. Парк ехал верхом в течение восьми дней без остановок и лично доставил депешу королеве в Виндзорский замок. В благодарность королева наградила его миниатюрным портретом, украшенным драгоценностями, ежегодным вознаграждением в размере 1000 фунтов стерлингов и своей личной благодарностью.
Парк утверждал, что Черчилль предлагал ему должность королевского губернатора Виргинии в обмен на его военную службу. Однако по прибытии в Англию Парк узнал, что Джордж Дуглас-Гамильтон уже был назначен на эту должность Британской короной. В ярости Парк подал прошение о равноценной должности, и ему предложили пост губернатора Британских Подветренных островов, на которых располагалась британская колония, на который Парк согласился.

### Губернаторство и смерть
14 июля 1706 года Парк прибыл на корабле в английскую колонию Антигуа. В первые месяцы на посту губернатора он занимался улучшением укреплений местных английских колоний для защиты от потенциальных атак французских военных кораблей и каперов, а также подавлением контрабандной деятельности известных плантаторов Британских Подветренных островов, которым в основном принадлежали сахарные плантации.
Потрясенный беззаконием на Британских Подветренных островах, Парк предпринял серьёзные усилия по восстановлению закона и порядка. Во время своего пребывания на посту губернатора он подвергся двум покушениям со стороны недовольных колонистов. Первый убийца по ошибке выстрелил в армейского офицера, которого он принял за Парка, а вторая попытка была предпринята снайпером, нанятым Джеймсом Филдом, которому также не удалось убить Парка.
В первую неделю декабря 1710 года совет губернатора Антигуа попросил Парка собрать колониальный законодательный орган, чтобы развеять опасения по поводу возможного французского вторжения. Споры между Парком и законодательным органом привели к тому, что члены органа попросили Парка покинуть Антигуа и позволить его колонистам управлять своей собственной защитой, от чего Парк сразу же отказался. Разъярённые антигуанские колонисты сговорились силой свергнуть Парка, собрав ополчение.
7 декабря ополчение напало на резиденцию Парка, которую защищала рота гренадеров 38-го полка и шесть друзей Парка. Ополчение ворвалось в резиденцию и разгромило гренадеров, несколько человек были убиты и ранены. Затем Парка выволокли из резиденции, сорвали с него одежду и забили до смерти. Сообщается, что его последними словами были: «Господа, у вас не осталось чувства чести, молитесь, проявите немного человечности».

## Личная жизнь, семья и наследие

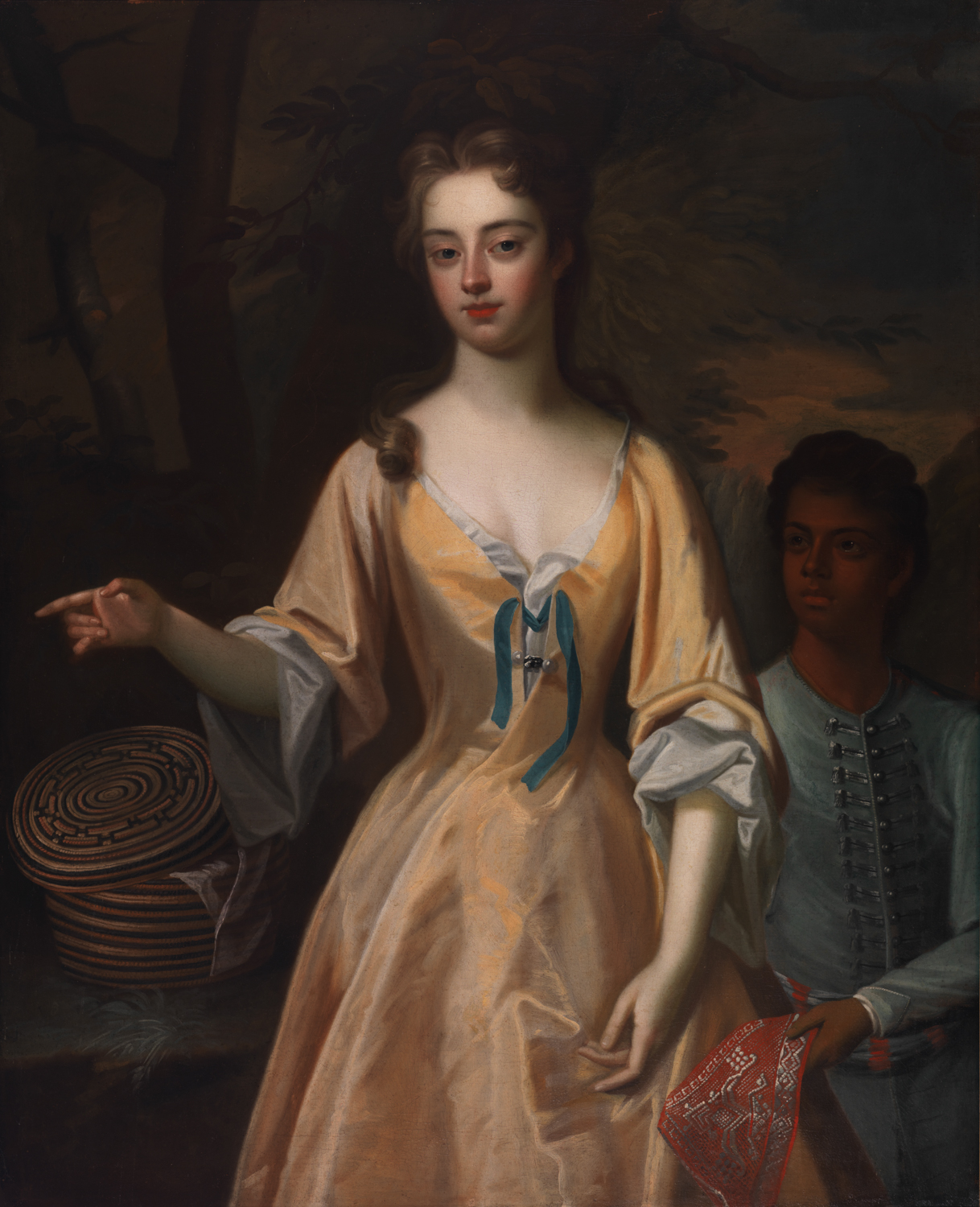
Портрет законной дочери Парка Люси, 1716

По словам Фолкнера, Парк был «энергичным, ярким и спорным персонажем, своевольным и упрямым до поразительной степени», а также «эгоистичным и в высшей степени безразличным к мнению других». Черчилль часто хвалил военные навыки Парка во время войны за испанское наследство.
У Парка было трое дочерей от Джейн Ладвелл, умершей в 1708 году: Фрэнсис, Люси и Эвелин. Эвелин умерла в 1696 году, а Фрэнсис и Люси вышли замуж за Джона Кастиса и Уильяма Бэрда II соответственно в 1706 году. Также у Парка было два ребёнка от любовниц: Джулиус от миссис Барри (она родила после того, как Парк вернулся в Виргинию в 1692 году) и Люси, которую Парк признал своей дочерью. Матерью Люси была Кэтрин Честер, жена Эдварда Честера.
После смерти Парка его поместья в Англии, Виргинии и Антигуа стали предметом спора со стороны различных претендентов, оспаривавших его завещание. На протяжении всей своей жизни Парк накопил огромные долги, и его наследство Джулиусу привело в ярость его законных дочерей. Долги Парка были частично переведены на Фрэнсис, которая вместе со своим мужем Уильямом Бэрдом II годами оспаривала их платёж, в то время как некоторые рабы Парка были переданы Уильяму. Незаконнорождённая дочь Парка Люси провела более тридцати лет, успешно защищая своё право собственности на антигуанские поместья Парка в колониальных судах.